# Luis Alberto Orellana
Luis Alberto Orellana (Caracas, 17 agosto 1961) è un politico italiano, senatore nella XVII legislatura della Repubblica Italiana, eletto con il Movimento 5 Stelle alle elezioni politiche del 2013, noto per essere stato il loro candidato alla presidenza del Senato, per poi venire espulso nel 2014 con conseguente assegnazione d’ufficio al gruppo misto.
Dal 2016 milita nei Radicali Italiani.

## Biografia
Nato a Caracas, in Venezuela, da madre italiana (originaria di Sapri), è residente a Pavia e lavora per la società di telefonia Italtel.

### Gli inizi e M5S
Inizia la sua attività politica nel 2009, quando alle elezioni amministrative di quell'anno si candida al consiglio comunale di Pavia per la lista "Cittadini in Comune", tuttavia non viene eletto, in quanto la lista ottiene meno del 3% dei voti e non elegge alcun consigliere.
Alle elezioni regionali in Lombardia del 2010 si candida al consiglio regionale con il Movimento 5 Stelle (M5S), sia nella circoscrizione di Milano che all'interno del listino bloccato del candidato presidente Vito Crimi, ma non viene eletto, in quanto ottiene solo 73 preferenze e la lista del partito ottiene meno del 3% a livello regionale.
Alle elezioni amministrative del 2011 si candida col M5S al consiglio di zona del Municipio 8 di Milano, ma non viene eletto.

### Elezione al senato e candidato alla presidenza
Alle elezioni politiche del 2013 viene candidato al Senato della Repubblica, tra le liste del M5S nella circoscrizione Lombardia in sesta posizione, ed eletto senatore della XVII legislatura. Orellana, in particolare, è stato il candidato del Movimento 5 Stelle alla Presidenza del Senato della Repubblica nelle prime 3 votazioni, ottenendo sempre complessive 52 voti, provenienti dai senatori del suo partito.
Orellana viene eletto, il 16 aprile 2013, vice-presidente, insieme ad Elisa Bulgarelli, carica che mantiene fino al 31 luglio 2013. Orellana è stato anche candidato alla presidenza del gruppo parlamentare del Movimento 5 Stelle al Senato contro l'altro candidato, il collega Nicola Morra. La votazione a scrutinio segreto ha visto una clamorosa spaccatura nel gruppo 5 Stelle al Senato: 24 voti per Morra, considerato più vicino alla linea ortodossa dettata da Beppe Grillo e Gianroberto Casaleggio, contro i 22 per Orellana, considerato più dialogante, soprattutto sul tema delle alleanze (la votazione ha fatto registrare 2 schede bianche).
Il 5 aprile 2013, come primo firmatario, ha presentato al senato, assieme ai senatori Alberto Airola, Lorenzo Battista, Rosetta Enza Blundo, Barbara Lezzi e Michela Montevecchi il disegno di legge n. 363 così rubricato: "Modifiche al codice civile in materia di eguaglianza nell'accesso al matrimonio in favore delle coppie formate da persone dello stesso sesso". Il disegno di legge riprende integralmente una proposta normativa avanzata, in periodo elettorale, dall'associazione Rete Lenford - Avvocatura per i diritti LGBT, con lo scopo di introdurre nell'ordinamento giuridico italiano la possibilità di sposarsi per le coppie dello stesso sesso, nonché di permettere la costituzione del rapporto di filiazione tra il coniuge dello stesso sesso e il figlio biologico dell'altro coniuge fin dal momento del concepimento in costanza di matrimonio, anche quando il concepimento avviene mediante il ricorso a tecniche di procreazione medicalmente assistita, inclusa la maternità surrogata.

### Espulsione dal Movimento 5 stelle
Tra agosto e settembre 2013 Orellana esprime delle opinioni che portano Grillo, capo politico del Movimento 5 Stelle, ad accostare il suo nome a quello di Domenico Scilipoti. Orellana è sempre etichettato dalla stampa come "dissidente" all'interno del Movimento 5 stelle, in quanto spesso le sue dichiarazioni non seguono la linea comune del proprio schieramento. Secondo il blog di Beppe Grillo, gli attivisti 5 stelle della provincia di Pavia, dove Orellana è stato eletto, hanno preso le distanze dal senatore; sfiducia che è stata contestata da Orellana.
Il 26 febbraio 2014 viene espulso dal Movimento 5 Stelle, assieme ai senatori Francesco Campanella, Fabrizio Bocchino e Lorenzo Battista, dopo che il giorno prima l'assemblea dei parlamentari dell'M5S aveva dato parere favorevole all'espulsione, con conseguente assegnazione al gruppo misto. Lo stesso giorno presenta le dimissioni da senatore, affermando: "Per Grillo siamo solo pedine da manovrare. Uno vale uno? Grillo vale più degli altri e poi uno vale l'altro". Ma successivamente rivedere la sua posizione e ritira le dimissioni.

### All'interno del gruppo misto
Il 21 maggio 2014 si unisce alla componente del gruppo misto Italia Lavori in Corso, costituita qualche giorno prima dai senatori con lui espulsi Lorenzo Battista, Francesco Campanella e Fabrizio Bocchino, dalle due senatrici dimissionarie (Alessandra Bencini e Monica Casaletto, che non aderiscono alla componente Movimento X degli altri senatori ex 5 Stelle dimissionari), dalle senatrici Paola De Pin e Adele Gambaro (anch'esse ex M5S) e dal senatore Bartolomeo Pepe (ex M5S).
Il 14 ottobre 2014 vota a favore della nota di aggiornamento al DEF contribuendo al raggiungimento del quorum di 161 voti necessari e al salvataggio del Governo Renzi in Senato. Questo voto suscita durissime critiche dei grillini ad Orellana nonché prese di distanza da parte di altri membri della sua componente. Il 30 ottobre 2014 lascia quindi la componente Italia Lavori in Corso.
Successivamente alla sua espulsione, insieme ad altri parlamentari espulsi o fuoriusciti dal Movimento, ha proseguito nel versamento di metà dello stipendio e parte della diaria ad associazioni benefiche, così come imposto dal regolamento del gruppo parlamentare del M5S.

### Ingresso in maggioranza
Il 21 ottobre 2015 aderisce al gruppo parlamentare Per le Autonomie (SVP-UV-PATT-UPT) - PSI - MAIE, composto dai senatori del Sudtiroler Volkspartei, Union Valdotaine, Partito Autonomista Trentino Tirolese, Unione per il Trentino, Partito Socialista Italiano e Movimento Associativo Italiani all'Estero, oltre a 4 senatori a vita (tra cui i Presidenti emeriti Giorgio Napolitano e Carlo Azeglio Ciampi), entrando così ufficialmente a far parte della maggioranza a sostegno del governo Renzi.
Alle elezioni amministrative del 2016 si candida al consiglio comunale di Milano nella lista "Radicali - Federalisti Laici Ecologisti", assieme alla deputata ex M5S Mara Mucci, a sostegno del candidato sindaco Marco Cappato (ex deputato ed europarlamentare), ottenendo però solo 18 preferenze e non venendo eletto.

### Candidatura fallita al Consiglio regionale
In vista delle elezioni regionali lombarde del 2018 Orellana si presenta come candidato consigliere per la lista Lombardia Progressista, ottenendo 322 preferenze in provincia di Pavia e 101 in provincia di Milano, mancando dunque l'elezione, dato che la lista ottiene lo 0,38% a livello regionale.